# 新場小安
新場 小安（しんば こやす、寛政2年（1790年） - 慶応元年8月5日（1865年9月24日））とは江戸時代後期の侠客、魚問屋。新場の小安として知られる。

## 略歴
寛政2年（1790年）に江戸の日本橋にあった新肴場に生まれる。通称は伊勢屋卯之助。魚河岸の顔役と知られた。享年76。墓所は江東区深川の重願寺。法名は小安院観誉静翁信士。
その子が2代目小安を継いでいる。